# Municipio de Wilmont
El municipio de Wilmont (en inglés: Wilmont Township) es un municipio ubicado en el condado de Nobles en el estado estadounidense de Minnesota. En el año 2010 tenía una población de 184 habitantes y una densidad poblacional de 2 personas por km².

## Geografía
El municipio de Wilmont se encuentra ubicado en las coordenadas 43°48′44″N 95°52′58″O / 43.81222, -95.88278. Según la Oficina del Censo de los Estados Unidos, el municipio tiene una superficie total de 92.04 km², de la cual 91,98 km² corresponden a tierra firme y (0,06 %) 0,05 km² es agua.

## Demografía
Según el censo de 2010, había 184 personas residiendo en el municipio de Wilmont. La densidad de población era de 2 hab./km². De los 184 habitantes, el municipio de Wilmont estaba compuesto por el 100 % blancos. Del total de la población el 0 % eran hispanos o latinos de cualquier raza.